# Kanton Saint-Vit
 Saint-Vit  is een kanton van het Franse departement Doubs. Het kanton maakt deel uit van het arrondissement Besançon.    

In 2020 telde het 24.775 inwoners.

Het kanton werd gevormd ingevolge het decreet van 25 februari 2014 met uitwerking op 22 maart 2015 met Saint-Vit als hoofdplaats. 

## Gemeenten
Het kanton omvatte 63 gemeenten bij zijn vorming.
Op 1 januari 2016 werden de gemeenten Montfort en Pointvillers samengevoegd tot de fusiegemeente (commune nouvelle) Le Val.
Op 1 januari 2022 werd de gemeente Châtillon-sur-Lison toegevoegd aan de gemeente Cussey-sur-Lison die hiermee het statuut van ‘’commune nouvelle’’ kreeg.
Sindsdien omvat het kanton volgende 61 gemeenten : 
- Abbans-Dessous
- Abbans-Dessus
- Arc-et-Senans
- Bartherans
- Berthelange
- Brères
- Buffard
- Burgille
- By
- Byans-sur-Doubs
- Cessey
- Charnay
- Chay
- Chenecey-Buillon
- Chevigney-sur-l'Ognon
- Chouzelot
- Corcelles-Ferrières
- Corcondray
- Courcelles
- Courchapon
- Cussey-sur-Lison
- Échay
- Émagny
- Épeugney
- Étrabonne
- Ferrières-les-Bois
- Fourg
- Franey
- Goux-sous-Landet
- Jallerange
- Lantenne-Vertière
- Lavans-Quingey
- Lavernay
- Liesle
- Lombard
- Mercey-le-Grand
- Mesmay
- Moncley
- Montrond-le-Château
- Le Moutherot
- Myon
- Palantine
- Paroy
- Pessans
- Placey
- Pouilley-Français
- Quingey
- Recologne
- Rennes-sur-Loue
- Ronchaux
- Roset-Fluans
- Rouhe
- Ruffey-le-Château
- Rurey
- Saint-Vit
- Samson
- Sauvagney
- Le Val
- Velesmes-Essarts
- Villars-Saint-Georges
- Villers-Buzon